# استپان
استپان یا گروگان نام یک مجموعهٔ نمایشی تلویزیونی به کارگردانی «محمدجاوید مهتدی» است که در سال ۱۳۷۲ تولید و از  شبکه ۲ سیمای جمهوری اسلامی ایران پخش گردید.

## خلاصه داستان
در جریان جنگ بوسنی، نیروهای صرب، شش نفر از مردم بوسنی را گروگان گرفته‌اند تا قاتلِ یک سربازِ صرب مشخص شود. این شش نفر، تحت شرایط سخت جسمی و روحی قرار می‌گیرند، اما رفتار خشن صرب‌ها با آنان، کم‌کم میزان مقاوت و پایداری‌شان را افزایش می‌دهد و فرصتی پدید می‌آید تا هویت انسانی خود را به‌دست آورند و....

## بازیگران و عوامل تولید

### بازیگران
- اسماعیل محرابی
- حمید مهرآرا
- صادق هاتفی
- فریبا متخصص
- کاظم هژیرآزاد
- مهرانه مهین ترابی
- اردلان شجاع‌کاوه
- حسین رجایی‌دوست
- سهراب سلیمی

### عوامل تولید
- کارگردان هنری: محمدجاوید مهتدی
- کارگردان تلویزیونی: منیر نیاززاده
- فیلمنامه: محمدجاوید مهتدی بر اساس نمایشنامهٔ "مونتسرا" اثر امانوئل روبلس
- تصویربرداران: اکبر عنبری، فریدون حدادی، احمد فرهادی
- انتخاب موسیقی: محمدجاوید مهتدی
- تهیه‌کننده: محسن ابراهیمی
- فرمت تصویر: ویدئویی
- مدت زمان: ۲۲۰ دقیقه
- تعداد قسمت‌ها: ۵ قسمت
- محصول: گروه فیلم و سریال شبکه ۲ سیمای جمهوری اسلامی ایران
- سال تولید و پخش: ۱۳۷۲